# Akyurt (district)
Akyurt is een Turks district in de provincie Ankara en telt 23.354 inwoners (2007). Het district heeft een oppervlakte van 212,2 km². Hoofdplaats is Akyurt.
De bevolkingsontwikkeling van het district is weergegeven in onderstaande tabel.
| 1997   | 2000   | 2007   |
| ------ | ------ | ------ |
| 16.338 | 18.907 | 23.354 |